# Závada (okres Humenné)
Závada je obec na Slovensku v okrese Humenné v Prešovském kraji ležící v Ondavské vrchovině. Žije zde 65 obyvatel.
První písemná zmínka pochází z roku 1378. Nachází se zde řeckokatolický chrám svatého Michaela archanděla.